# Caleb Flaxey
Caleb Flaxey est un curleur canadien né le 30 août 1983 à Scarborough, en Ontario. Il remporte la médaille d'or du tournoi masculin aux Jeux olympiques d'hiver de 2014 à Sotchi, en Russie.